# Vegetatiepatroon
Vegetatiepatroon is de horizontale structuur van de vegetatie. Waar het bij de gelaagdheid van de vegetatie om de verticale opbouw gaat, zijn de mozaïeken en zoneringen een aspect van een horizontaal vegetatiepatroon.

## Vegetatiemozaïek
Bij een mozaïek gaat het om een ruimtelijke patroon van enkele vegetatietypen, die als vlekken willekeurig naast en door elkaar heen groeien. In een vroeg stadium van de successie bij pioniervegetatie liggen deze vlekken los van elkaar op open plekken, later groeien de vlekken aan elkaar.

Vegetatiemozaïeken
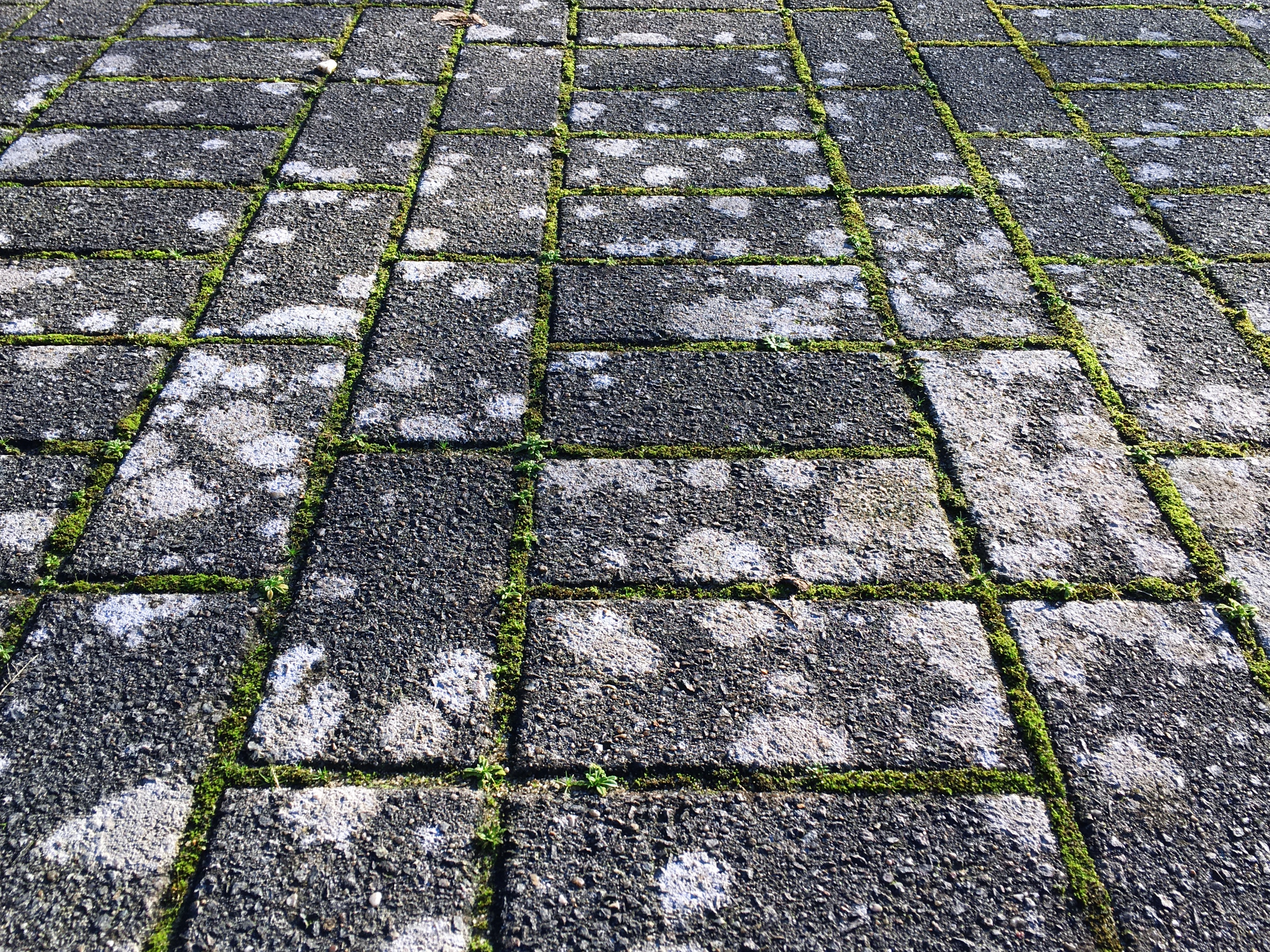
Een mozaïek op kleinschalig niveau. De dambordjes-associatie groeit hier (in de voegen) in een mozaïek met de associatie van vetmuur en zilvermos.
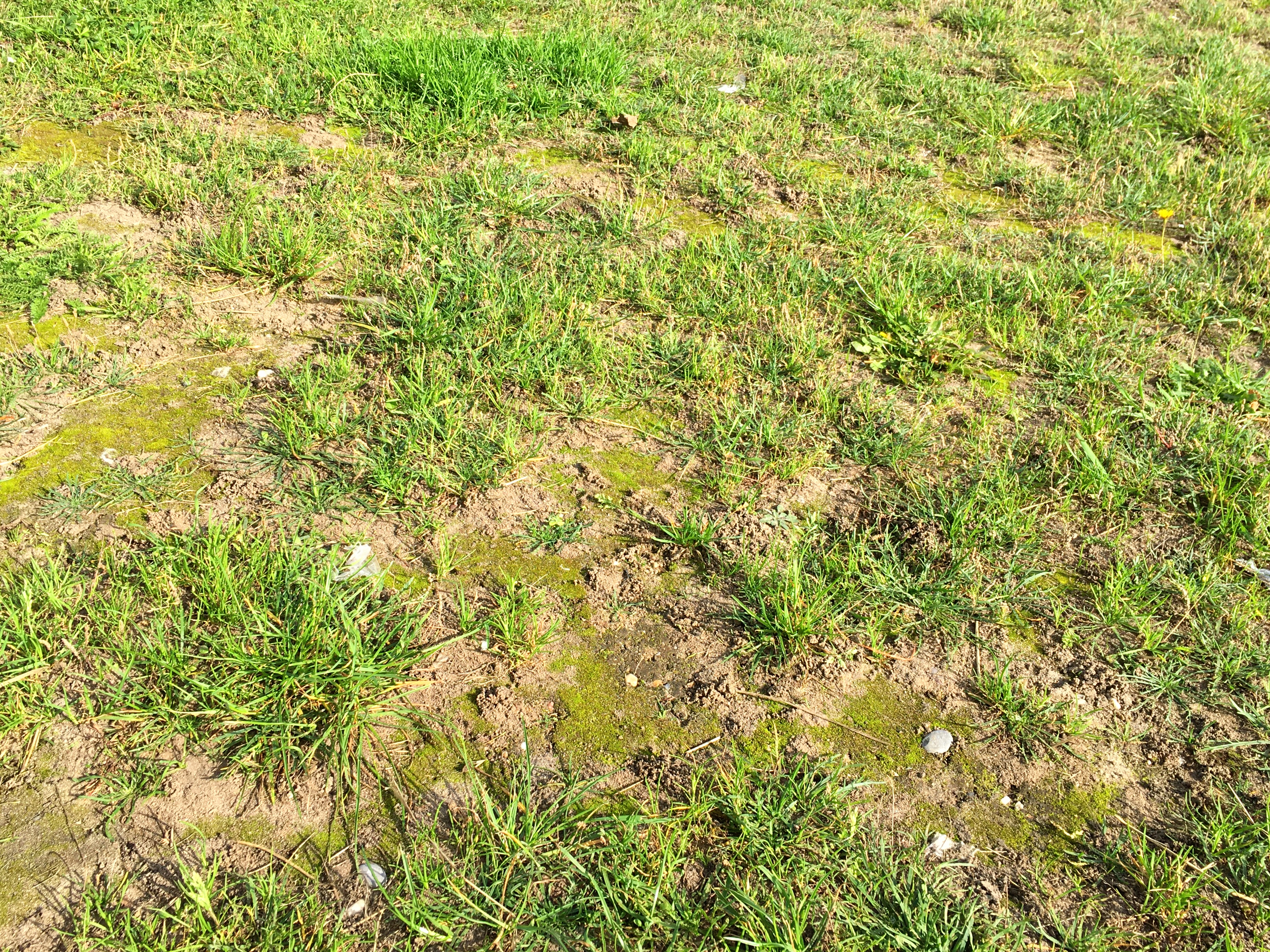
De smaragdsteeltjes-associatie in mozaïek met de associatie van Engels raaigras en grote weegbree
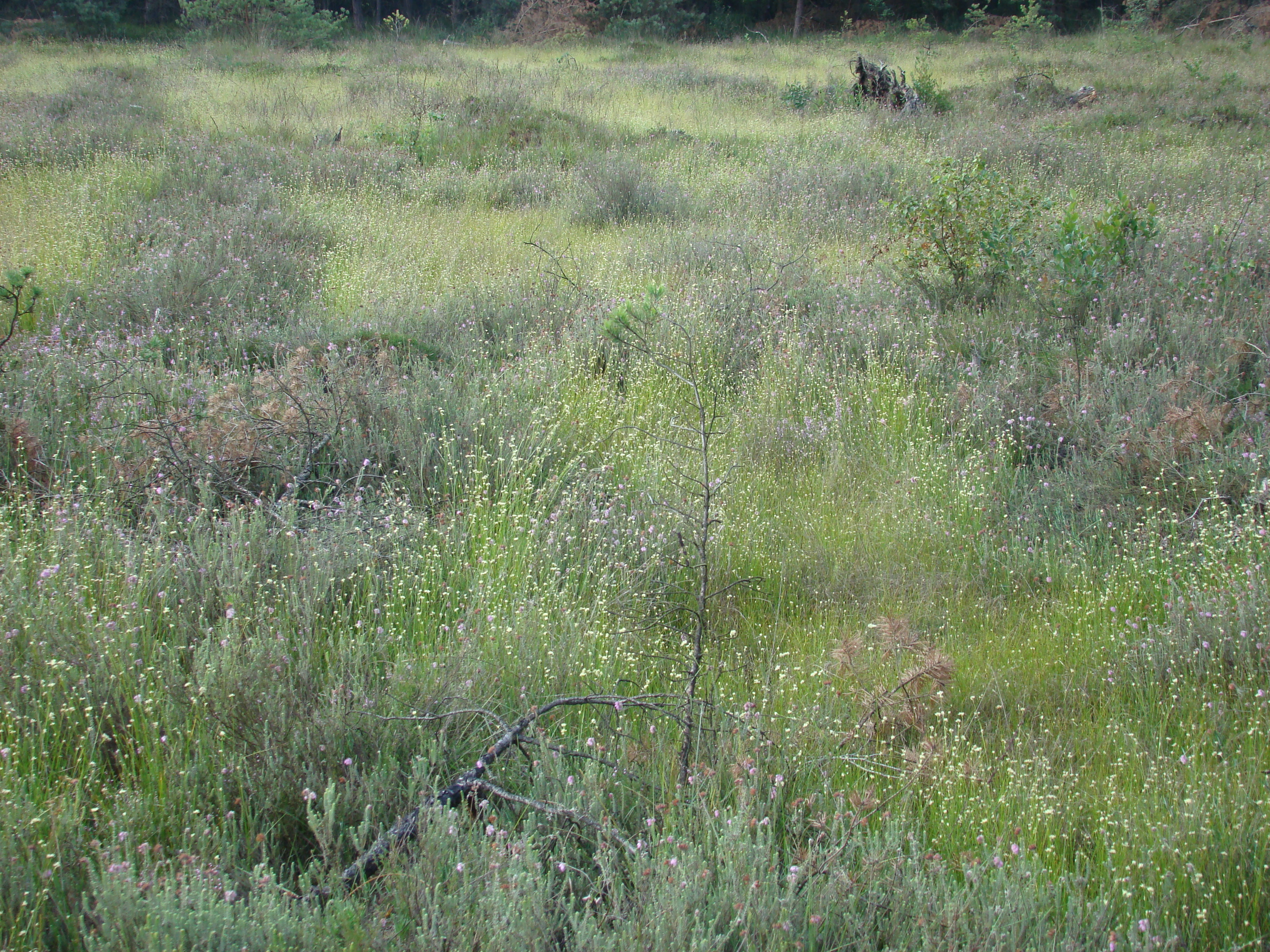
Een hoogveenmozaïek met de associatie van gewone dophei en veenmos en de associatie van veenmos en snavelbies

## Vegetatiezonering
Een zonering van de vegetatie kan gezien worden bij natuurlijke gradiënten: een ecologische gradiënt (ecotoon) hangt gewoonlijk samen met een gemeenschapsgradiënt (coenocline), die veelal optreedt bij contactgemeenschappen. Bij vegetatiezonering gaat het om een geleidelijke overgang in biotische en abiotische milieufactoren. Deze gaat gewoonlijk samen met een gemeenschapsgradiënt: een geleidelijke overgang in soortensamenstelling bij de overgang tussen levensgemeenschappen. Gezoneerde vegetatietypen kunnen plantengemeenschappen van willekeurige syntaxa betreffen maar ook enkel formaties.
Voorbeelden van zoneringen zijn te vinden bij de verlandingsvegetaties langs rivieren en langs de oevers van meren.

Vegetatiezonering
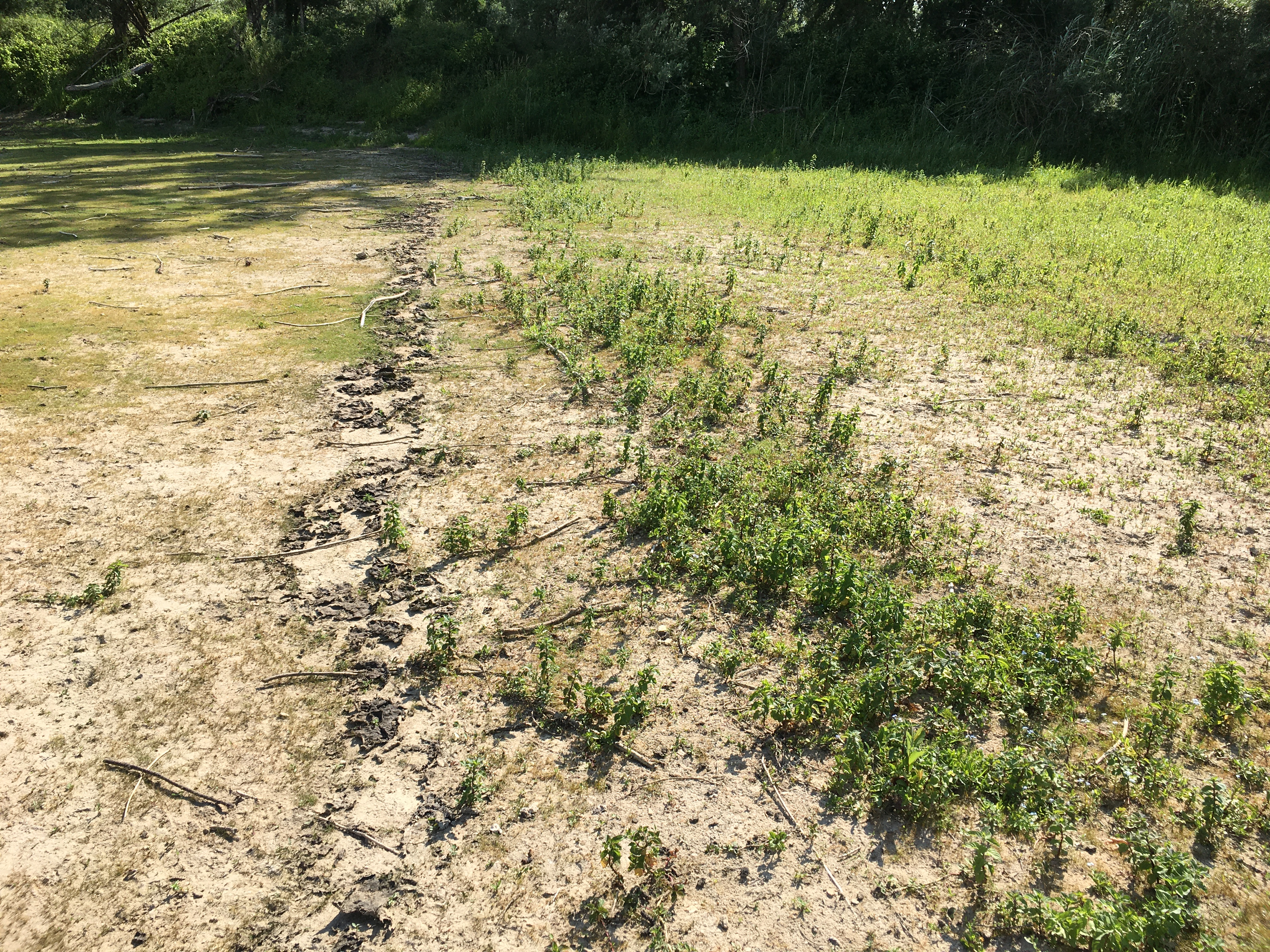
Natuurlijk zoneringspatroon bij een drooggevallen strang
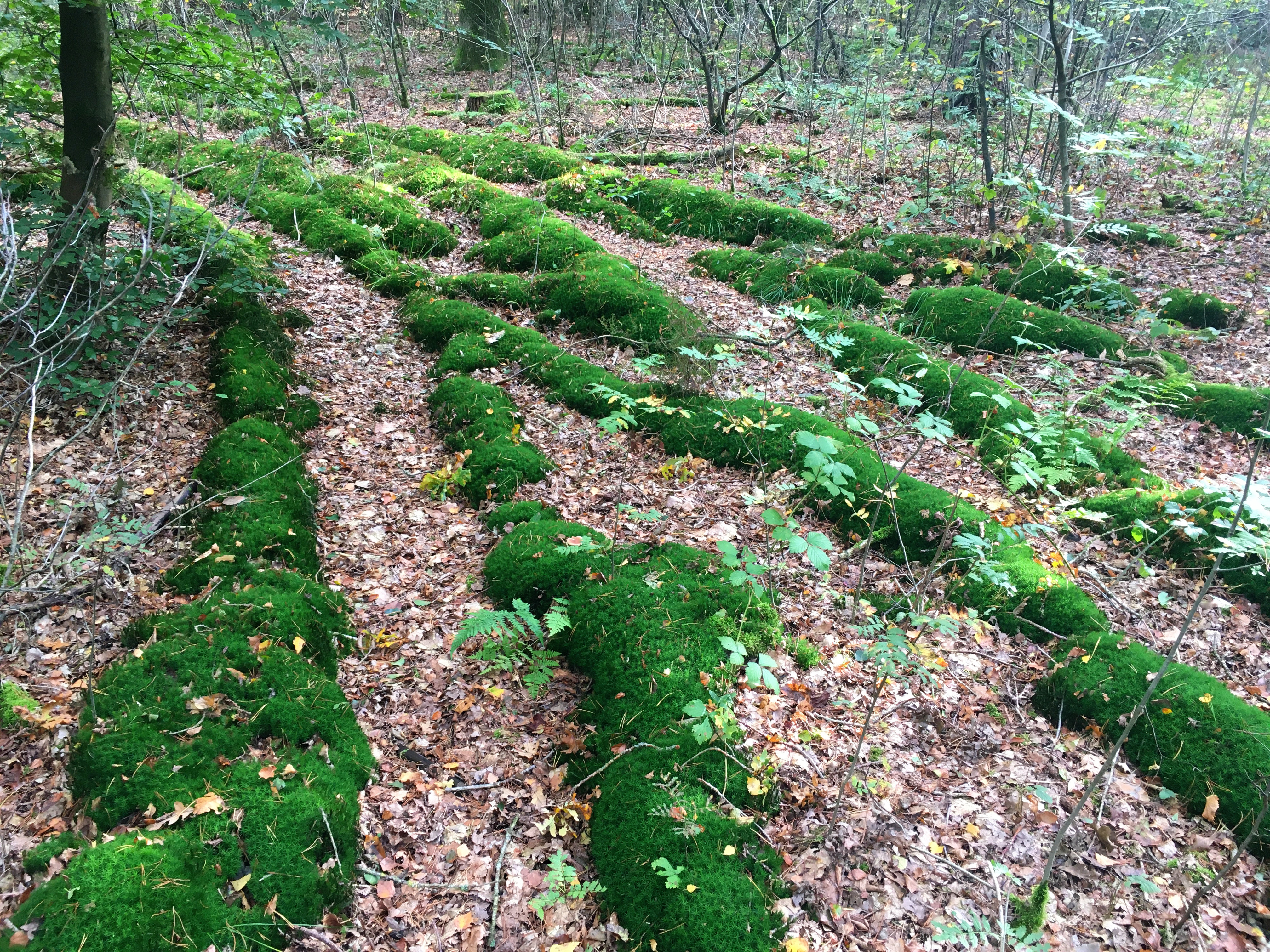
Duidelijke zonering met haarmosvegetatie door oude trekkersporen
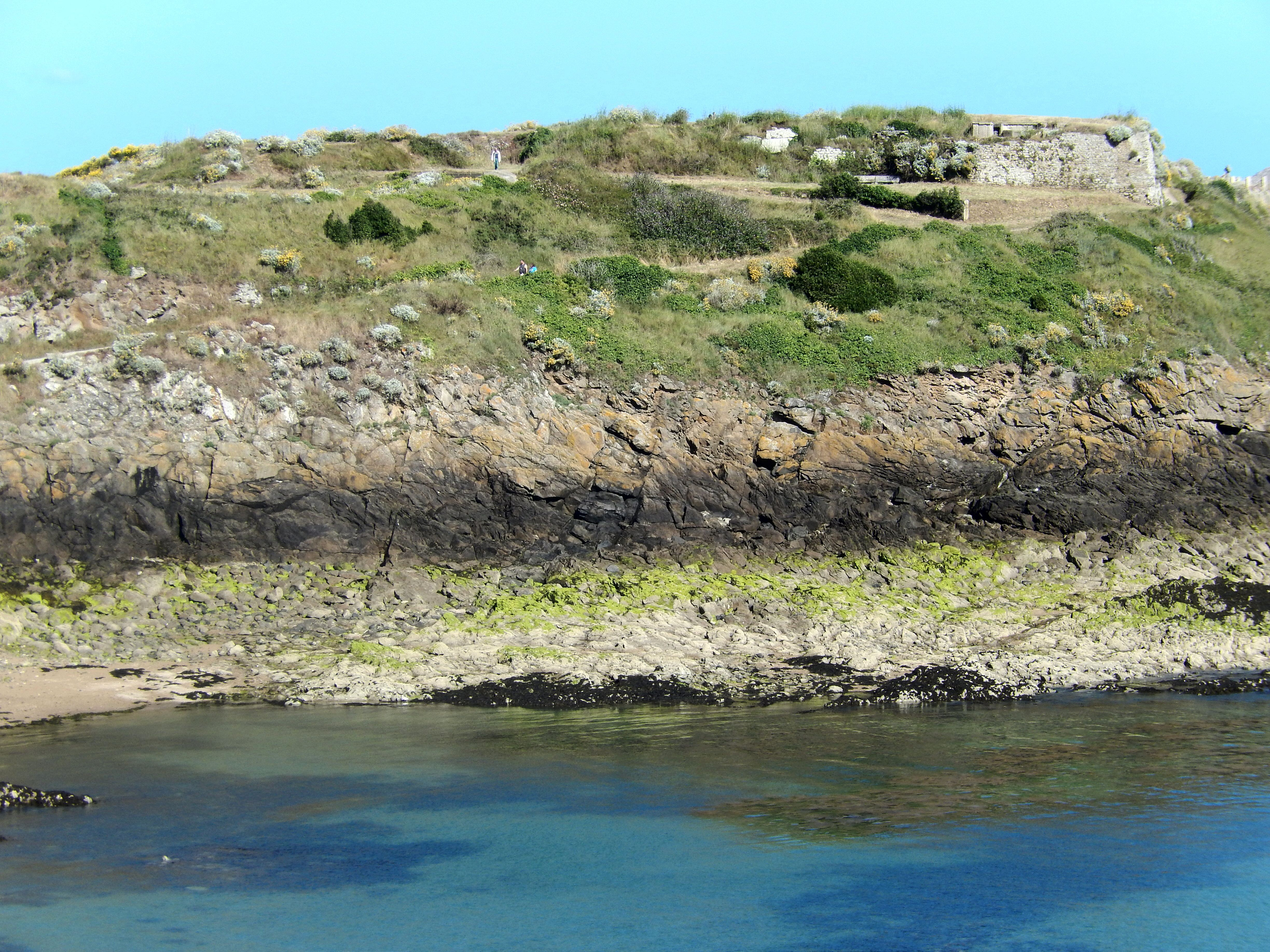
Zonering van verscheidene korstmosgemeenschappen uit de zeestippelkorst-klasse